# 富士宮市立上野中学校
富士宮市立上野中学校（ふじのみやしりつ うえのちゅうがっこう）は、静岡県富士宮市の公立中学校。富士宮市の北西部に位置する。
略称は「上野」

## 沿革
- 1947年（昭和22年）４月１日 - 富士郡上野村立上野中学校創立
- 1951年（昭和26年）４月１日 - 上野小学校学校用地から移転
- 1958年（昭和33年）４月１日 - 合併により、富士宮市立上野中学校と校名変更
- 1960年（昭和35年）12月７日 - 校歌制定
- 1979年（昭和54年）４月27日 - 体育館が完成
- 1981年（昭和56年）４月25日 - 新校舎が完成
- 2018年（平成30年）３月19日 - 創立70周年記念式典開催

## 通学区域
馬見塚区、上条上区、上条下区、下条上区、下条下区、精進川上区、精進川下区

## 指定避難所
精進川上区・精進川下区・上条上区・上条下区の避難所に指定されている。

## 進学元小学校
- 富士宮市立上野小学校